# Saison 1998-1999 de la LIH
Saison précédente Saison suivante
La Saison 1998-1999 est la 54e saison de la Ligue internationale de hockey. Les Aeros de Houston remportent la Coupe Turner en battant les Solar Bears d'Orlando en série éliminatoire.

## Saison régulière
Les Dragons de San Antonio et les Rafales de Québec cessent leurs activités avant le début de la saison régulière en raison de problème financier.
Deux trophées changent de nom avant la saison ; le Trophée des gouverneurs prend le nom de Trophée Larry-D.-Gordon et le Comeback player of the year devient le Trophée John-Cullen.

### Classement de la saison régulière
Pour les significations des abréviations, voir Statistiques du hockey sur glace.

#### Association de l'Est
| Clt   | Équipe                   | PJ | V  | D  | DP | BP  | BC  | Pts |
| ----- | ------------------------ | -- | -- | -- | -- | --- | --- | --- |
| +001, | K-Wings du Michigan      | 82 | 35 | 34 | 13 | 232 | 253 | 83  |
| +002, | Komets de Fort Wayne     | 82 | 33 | 33 | 16 | 250 | 280 | 82  |
| +003, | Ice d'Indianapolis       | 82 | 33 | 37 | 12 | 243 | 277 | 78  |
| +004, | Lumberjacks de Cleveland | 82 | 28 | 47 | 7  | 248 | 310 | 63  |

| Clt   | Équipe                   | PJ | V  | D  | DP | BP  | BC  | Pts |
| ----- | ------------------------ | -- | -- | -- | -- | --- | --- | --- |
| +001, | Vipers de Détroit        | 82 | 50 | 21 | 11 | 259 | 195 | 111 |
| +002, | Cyclones de Cincinnati   | 82 | 44 | 32 | 6  | 269 | 270 | 94  |
| +003, | Solar Bears d'Orlando    | 82 | 45 | 33 | 4  | 264 | 253 | 94  |
| +004, | Griffins de Grand Rapids | 82 | 34 | 40 | 8  | 256 | 281 | 76  |

#### Association de l'Ouest
| Clt   | Équipe                | PJ | V  | D  | DP | BP  | BC  | Pts |
| ----- | --------------------- | -- | -- | -- | -- | --- | --- | --- |
| +001, | Wolves de Chicago     | 82 | 49 | 21 | 12 | 285 | 246 | 110 |
| +002, | Moose du Manitoba     | 82 | 47 | 21 | 14 | 269 | 236 | 108 |
| +003, | Blades de Kansas City | 82 | 44 | 31 | 7  | 256 | 270 | 95  |
| +004, | Admirals de Milwaukee | 82 | 38 | 28 | 16 | 254 | 265 | 92  |

| Clt   | Équipe                 | PJ | V  | D  | DP | BP  | BC  | Pts |
| ----- | ---------------------- | -- | -- | -- | -- | --- | --- | --- |
| +001, | Aeros de Houston       | 82 | 54 | 15 | 13 | 307 | 209 | 121 |
| +002, | Ice Dogs de Long Beach | 82 | 48 | 28 | 6  | 260 | 237 | 102 |
| +003, | Grizzlies de l'Utah    | 82 | 39 | 34 | 9  | 244 | 254 | 87  |
| +004, | Thunder de Las Vegas   | 82 | 35 | 39 | 8  | 247 | 307 | 78  |

- Qualifiés pour les quarts de finale
- Qualifiés pour les huitièmes de finale

### Meilleurs pointeurs
| Joueur          | Équipe       | PJ | B  | A  | Pts |
| --------------- | ------------ | -- | -- | -- | --- |
| Brian Wiseman   | Houston      | 77 | 21 | 88 | 109 |
| Steve Maltais   | Chicago      | 82 | 56 | 44 | 100 |
| Bill Bowler     | Manitoba     | 82 | 26 | 67 | 93  |
| Gilbert Dionne  | Cincinnati   | 76 | 35 | 53 | 88  |
| Todd Simon      | Cincinnati   | 81 | 26 | 61 | 87  |
| Brett Harkins   | Cleveland    | 74 | 20 | 67 | 87  |
| Jeff Christian  | Houston      | 80 | 45 | 41 | 86  |
| Chris Marinucci | Chicago      | 82 | 41 | 40 | 81  |
| Glen Metropolit | Grand Rapids | 77 | 28 | 53 | 81  |
| David Hymovitz  | Indianapolis | 78 | 46 | 30 | 76  |

## Séries éliminatoires
|  | Huitièmes de finale    | Huitièmes de finale    |                       |   | Quarts de finale | Quarts de finale |  |  | Demi-finales | Demi-finales |  |  | Finale | Finale |
|  | Huitièmes de finale    | Huitièmes de finale    |                       |   | Quarts de finale | Quarts de finale |  |  | Demi-finales | Demi-finales |  |  | Finale | Finale |
|  |                        |                        |                       |   |                  |                  |  |  |              |              |  |  |        |        |
|  |                        |                        |                       |   |                  |                  |  |  |              |              |  |  |        |        |
|  |                        |                        |                       |   |                  |                  |  |  |              |              |  |  |        |        |
|  | Vipers de Détroit      |                        |                       |   |                  |                  |  |  |              |              |  |  |        |        |
|  |                        |                        |                       |   |                  |                  |  |  |              |              |  |  |        |        |
|  | Laissez-passer         |                        |                       |   |                  |                  |  |  |              |              |  |  |        |        |
|  | Vipers de Détroit      | 3                      |                       |   |                  |                  |  |  |              |              |  |  |        |        |
|  | Vipers de Détroit      | 3                      |                       |   |                  |                  |  |  |              |              |  |  |        |        |
|  |                        | Ice d'Indianapolis     | 1                     |   |                  |                  |  |  |              |              |  |  |        |        |
|  | Cyclones de Cincinnati | Ice d'Indianapolis     | 1                     | 1 |                  |                  |  |  |              |              |  |  |        |        |
|  | Cyclones de Cincinnati |                        |                       | 1 |                  |                  |  |  |              |              |  |  |        |        |
|  | Ice d'Indianapolis     | 2                      |                       |   |                  |                  |  |  |              |              |  |  |        |        |
|  | Ice d'Indianapolis     | 2                      | Vipers de Détroit     | 3 |                  |                  |  |  |              |              |  |  |        |        |
|  |                        |                        | Vipers de Détroit     | 3 |                  |                  |  |  |              |              |  |  |        |        |
|  |                        | Solar Bears d'Orlando  | 4                     |   |                  |                  |  |  |              |              |  |  |        |        |
|  | Solar Bears d'Orlando  | Solar Bears d'Orlando  | 4                     |   |                  |                  |  |  |              |              |  |  |        |        |
|  |                        |                        |                       |   |                  |                  |  |  |              |              |  |  |        |        |
|  | Laissez-passer         |                        |                       |   |                  |                  |  |  |              |              |  |  |        |        |
|  | Solar Bears d'Orlando  | 3                      |                       |   |                  |                  |  |  |              |              |  |  |        |        |
|  | Solar Bears d'Orlando  | 3                      |                       |   |                  |                  |  |  |              |              |  |  |        |        |
|  |                        | K-Wings du Michigan    | 0                     |   |                  |                  |  |  |              |              |  |  |        |        |
|  | K-Wings du Michigan    | K-Wings du Michigan    | 0                     | 2 |                  |                  |  |  |              |              |  |  |        |        |
|  | K-Wings du Michigan    |                        |                       | 2 |                  |                  |  |  |              |              |  |  |        |        |
|  | Komets de Fort Wayne   | 0                      |                       |   |                  |                  |  |  |              |              |  |  |        |        |
|  | Komets de Fort Wayne   | 0                      | Solar Bears d'Orlando | 3 |                  |                  |  |  |              |              |  |  |        |        |
|  |                        |                        | Solar Bears d'Orlando | 3 |                  |                  |  |  |              |              |  |  |        |        |
|  |                        | Aeros de Houston       | 4                     |   |                  |                  |  |  |              |              |  |  |        |        |
|  | Wolves de Chicago      | Aeros de Houston       | 4                     |   |                  |                  |  |  |              |              |  |  |        |        |
|  |                        |                        |                       |   |                  |                  |  |  |              |              |  |  |        |        |
|  | Laissez-passéer        |                        |                       |   |                  |                  |  |  |              |              |  |  |        |        |
|  | Wolves de Chicago      | 3                      |                       |   |                  |                  |  |  |              |              |  |  |        |        |
|  | Wolves de Chicago      | 3                      |                       |   |                  |                  |  |  |              |              |  |  |        |        |
|  |                        | Moose du Manitoba      | 0                     |   |                  |                  |  |  |              |              |  |  |        |        |
|  | Moose du Manitoba      | Moose du Manitoba      | 0                     | 2 |                  |                  |  |  |              |              |  |  |        |        |
|  | Moose du Manitoba      |                        |                       | 2 |                  |                  |  |  |              |              |  |  |        |        |
|  | Admirals de Milwaukee  | 0                      |                       |   |                  |                  |  |  |              |              |  |  |        |        |
|  | Admirals de Milwaukee  | 0                      | Wolves de Chicago     | 3 |                  |                  |  |  |              |              |  |  |        |        |
|  |                        |                        | Wolves de Chicago     | 3 |                  |                  |  |  |              |              |  |  |        |        |
|  |                        | Aeros de Houston       | 4                     |   |                  |                  |  |  |              |              |  |  |        |        |
|  | Aeros de Houston       | Aeros de Houston       | 4                     |   |                  |                  |  |  |              |              |  |  |        |        |
|  |                        |                        |                       |   |                  |                  |  |  |              |              |  |  |        |        |
|  | Laissez-passer         |                        |                       |   |                  |                  |  |  |              |              |  |  |        |        |
|  | Aeros de Houston       | 3                      |                       |   |                  |                  |  |  |              |              |  |  |        |        |
|  | Aeros de Houston       | 3                      |                       |   |                  |                  |  |  |              |              |  |  |        |        |
|  |                        | Ice Dogs de Long Beach | 2                     |   |                  |                  |  |  |              |              |  |  |        |        |
|  | Ice Dogs de Long Beach | Ice Dogs de Long Beach | 2                     | 2 |                  |                  |  |  |              |              |  |  |        |        |
|  | Ice Dogs de Long Beach |                        |                       | 2 |                  |                  |  |  |              |              |  |  |        |        |
|  | Blades de Kansas City  | 1                      |                       |   |                  |                  |  |  |              |              |  |  |        |        |
|  | Blades de Kansas City  | 1                      |                       |   |                  |                  |  |  |              |              |  |  |        |        |

### Huitième de finale
Les Vipers de Détroit, les Solar Bears d'Orlando, les Wolves de Chicago et les Aeros de Houston obtiennent un laissez-passer pour les quarts de finale.

#### Indianapolis contre Cincinnati
| Date     | Visiteur     | Pointage | Receveur     |
| -------- | ------------ | -------- | ------------ |
| 20 avril | Indianapolis | 2-4      | Cincinnati   |
| 23 avril | Cincinnati   | 3-4 (P)  | Indianapolis |
| 24 avril | Indianapolis | 1-0      | Cincinnati   |

Les Ice d'Indianapolis remportent la série 2 à 1.

#### Michigan contre Fort Wayne
| Date     | Visiteur   | Pointage | Receveur   |
| -------- | ---------- | -------- | ---------- |
| 21 avril | Fort Wayne | 2-5      | Michigan   |
| 23 avril | Michigan   | 4-1      | Fort Wayne |

Les K-Wings du Michigan remportent la série 2 à 0.

#### Manitoba contre Milwaukee
| Date     | Visiteur  | Pointage | Receveur  |
| -------- | --------- | -------- | --------- |
| 21 avril | Manitoba  | 4-3      | Milwaukee |
| 23 avril | Milwaukee | 3-4 (P)  | Manitoba  |

Les Moose du Manitoba remportent la série 2 à 0.

#### Long Beach contre Kansas City
| Date     | Visiteur    | Pointage | Receveur    |
| -------- | ----------- | -------- | ----------- |
| 21 avril | Long Beach  | 4-0      | Kansas City |
| 22 avril | Kansas City | 4-0      | Long Beach  |
| 25 avril | Long Beach  | 1-2      | Kansas City |

Les Ice Dogs de Long Beach remportent la série 2 à 1.

### Quarts de Finale

#### Détroit contre Indianapolis
| Date     | Visiteur     | Pointage | Receveur     |
| -------- | ------------ | -------- | ------------ |
| 27 avril | Indianapolis | 1-0 (P)  | Détroit      |
| 30 avril | Indianapolis | 2-7      | Détroit      |
| 1er mai  | Détroit      | 3-2 (P)  | Indianapolis |
| 3 mai    | Détroit      | 3-2      | Indianapolis |

Les Vipers de Détroit remportent la série 3 à 1.

#### Orlando contre Michigan
| Date     | Visiteur | Pointage | Receveur |
| -------- | -------- | -------- | -------- |
| 27 avril | Michigan | 1-5      | Orlando  |
| 29 avril | Michigan | 2-3 (P)  | Orlando  |
| 1er mai  | Orlando  | 3-2      | Michigan |

Les Solar Bears d'Orlando remportent la série 3 à 0.

#### Long Beach contre Houston
| Date     | Visiteur   | Pointage | Receveur   |
| -------- | ---------- | -------- | ---------- |
| 28 avril | Long Beach | 4-1      | Houston    |
| 1er mai  | Long Beach | 1-4      | Houston    |
| 2 mai    | Houston    | 1-5      | Long Beach |
| 4 mai    | Houston    | 3-2 (P)  | Long Beach |
| 6 mai    | Long Beach | 2-4      | Houston    |

Les Aeros de Houston remportent la série 3 à 2.

#### Manitoba contre Chicago
| Date     | Visiteur | Pointage | Receveur |
| -------- | -------- | -------- | -------- |
| 28 avril | Manitoba | 1-2      | Chicago  |
| 2 mai    | Manitoba | 4 - (P)  | Chicago  |
| 1er mai  | Chicago  | 5-4      | Manitoba |

Les Wolves de Chicago remportent la série 3 à 0.

### Demi-finales

#### Détroit contre Orlando
| Date   | Visiteur | Pointage | Receveur |
| ------ | -------- | -------- | -------- |
| 9 mai  | Orlando  | 3-5      | Détroit  |
| 10 mai | Orlando  | 1-7      | Détroit  |
| 12 mai | Détroit  | 3-2 (P)  | Orlando  |
| 15 mai | Détroit  | 2-3      | Orlando  |
| 16 mai | Orlando  | 2-1      | Détroit  |
| 19 mai | Détroit  | 1-4      | Orlando  |
| 2 mai  | Orlando  | 5-4 (P)  | Détroit  |

Les Solar Bears d'Orlando remportent la série 4 à 3.

#### Houston contre Chicago
| Date   | Visiteur | Pointage | Receveur |
| ------ | -------- | -------- | -------- |
| 8 mai  | Chicago  | 2-5      | Houston  |
| 10 mai | Chicago  | 5-4 (P)  | Houston  |
| 12 mai | Houston  | 4-2      | Chicago  |
| 14 mai | Houston  | 5-0      | Chicago  |
| 15 mai | Houston  | 1-2      | Chicago  |
| 18 mai | Chicago  | 3-0      | Houston  |
| 20 mai | Chicago  | 1-4      | Houston  |

Les Aeros de Houston remportent la série 4 à 3.

### Finale
| Date     | Visiteur | Pointage | Receveur |
| -------- | -------- | -------- | -------- |
| 23 mai   | Orlando  | 3-6      | Houston  |
| 25 mai   | Orlando  | 4-2      | Houston  |
| 27 mai   | Houston  | 6-1      | Orlando  |
| 29 mai   | Houston  | 5-4 (P)  | Orlando  |
| 1er juin | Houston  | 4-5 (P)  | Orlando  |
| 3 juin   | Orlando  | 3-2      | Houston  |
| 5 juin   | Orlando  | 3-5      | Houston  |

Les Aeros de Houston remportent la série 4 à 3.

## Trophées remis
- Collectifs :
  -     - Coupe Turner (champion des séries éliminatoires) : Aeros de Houston.
    - Trophée Fred-A.-Huber (champion de la saison régulière) : Aeros de Houston.
- Individuels :
  -     - Trophée du commissaire (meilleur entraîneur) : Dave Tippett, Aeros de Houston.
    - Trophée Leo-P.-Lamoureux (meilleur pointeur) : Brian Wiseman, Aeros de Houston.
    - Trophée James-Gatschene (MVP) : Brian Wiseman, Aeros de Houston.
    - Trophée N.-R.-« Bud »-Poile (meilleur joueur des séries) : Stan Drulia, Vipers de Détroit.
    - Trophée Garry-F.-Longman (meilleur joueur recrue) : Marty Turco, K-Wings du Michigan.
    - Trophée Ken-McKenzie (meilleur recrue américaine) : Mark Mowers, Admirals de Milwaukee.
    - Trophée Larry-D.-Gordon (meilleur défenseur) : Greg Hawgood, Aeros de Houston.
    - Trophée James-Norris (gardien avec la plus faible moyenne de buts alloués) : Andreï Trefilov et Kevin Weekes, Vipers de Détroit.
    - Trophée John-Cullen (meilleur retour au jeu) : Jeff Christian, Aeros de Houston.
    - Ironman Award (durabilité/longévité) : -.
    - Homme de l'année en LIH (implication dans sa communauté) : Chris Marinucci, Wolves de Chicago.